# Kelvin Gibbs
Kelvin Gibbs (Bellflower, California, 24 de octubre de 1978) es un baloncestista estadounidense que jugó ocho temporadas como profesional en diferentes países europeos. Con 2,01 metros de estatura, lo hacía en la posición de ala-pívot.

## Trayectoria deportiva

### Universidad
Jugó cuatro temporadas con los Pepperdine de la Universidad de Pepperdine, en las que promedió 10,1 puntos, 6,8 rebotes, 1,2 asistencias y 1,1 robos de balón por partido. En sus dos últimas temporadas fue incluido en el mejor quinteto de la West Coast Conference.

### Profesional
Tras no ser elegido en el Draft de la NBA de 2001, comenzó su carrera profesional disputando una temporada en el equipo belga del Ubizen Echo Hasselt, en la que promedió 15,5 puntos y 7,3 rebotes por partido.
El 8 de noviembre de 2002 firmó contrato con el Étendard de Brest de la Pro B francesa, donde jugó una temporada en la que promedió 24,5 puntos y 12,9 rebotes por partido, lo que hizo que el CSP Limoges de la Pro A se fijara en él, donde jugaría la temporada siguiente, en la que promedió como titular 16,5 puntos y 7,4 rebotes por encuentro.
En 2004 cambió de país y de liga para fichar por el Hapoel Tel Aviv B.C. israelí, con los que acabó como subcampeón de liga por detrás del Maccabi Tel Aviv, y con los que colaboró con 19,5 puntos y 6,5 rebotes por partido.
En agosto de 2005 fichó por el Darüşşafaka S.K. turco, donde jugó una temporada en la que promedió 15,1 puntos y 6,4 rebotes por partido. De ahí puso rumbo a Rusia para fichar por el BK Samara, equipo con el que conseguiría el único título de su carrera, al ganar la FIBA EuroCup Challenge al Keravnos B.C. chipriota en la final, en la que aportó 21 puntos. Acabó la temporada promediando 170 puntos y 6,2 rebotes por partido.
Tras un fugaz paso por el Olympiada Patras griego, regresó a Rusia para jugar en el Universitet Yugra Surgut, acabando su carrera profesional al añoi siguiente en el MHP Riesen Ludwigsburg de la Basketball Bundesliga alemana, donde promedió 8,7 puntos y 4,6 rebotes por encuentro.